# Вентура, Сантьяго
Сантьяго Вентура Бертомеу (исп. Santiago Ventura Bertomeu; родился 5 января 1980 года в Кастельоне, Испания) — испанский теннисист; победитель шести турниров ATP (1 — в одиночном разряде).

## Общая информация
Сантьяго — один из двух детей Фелии и Сантьяго Бертомеу; его сестру зовут Элана.
Испанец впервые пришёл на теннисный корт в шесть лет, вместе с отцом. Любимое покрытие — грунт, лучший удар — бэкхенд.

## Спортивная карьера
Первый турнир из серии «фьючерс» Вентура выиграл в 2000 году в парном разряде, а в одиночном впервые победил в 2001 году. В 2003 году он получил уайлд-кард в парные соревнования турнира в Валенсии и, таким образом, дебютировал в основных соревнованиях АТП-тура. В мае 2004 года Вентура сотворил сенсацию. Он смог выиграть грунтовый турнир в Касабланке, находясь на 316-й позиции в рейтинге на начало турнира. Начав свой путь с квалификационного отбора, испанский теннисист лишь в финале встретился с представителем топ-100 — Домиником Хрбаты и смог его обыграть со счётом 6-3, 1-6, 6-4. Победа в Касабланке стала единственной в карьере Сантьяго в одиночном разряде в рамках АТП-тура. В начале сентября он выиграл и первый титул более младшей серии «челленджер». В конце сезона 2004 года он впервые поднялся в еженедельном рейтинге в первую сотню.
Дебют Вентуры в основной сетке турнира серии Большого шлема пришёлся на январь 2005 года, когда он выступил на Открытом чемпионате Австралии. В феврале того же года в партнёрстве с Давидом Феррером он смог выиграть первые два титула АТП в парном разряде (в Винья-дель-Маре и Акапулько). В апреле 2007 года Вентура смог выйти в полуфинал турнира в Валенсии. В том сезоне он также выиграл два «челленджера» в одиночном разряде.
В начале 2008 года после Открытого чемпионата Австралии Вентура смог дойти до полуфинала турнира в Винья-дель-Маре. К началу марта он поднялся на самую высокую в карьере строчку в мировом одиночном рейтинге — 65-е место. Также в феврале Вентура смог выйти в парный финал турнира в Коста-де-Суипе в дуэте с Альбертом Монтаньесом. В мае они выиграли ещё один совместный титул на турнире в Касабланке. На Уимблдонском турнире Вентура единственный раз в карьере смог дойти до четвертьфинала на Большом шлеме, сделав это в парном разряде в альянсе с Марселем Гранольерсом. Это результат позволил Сантьяго занять 37-е место парного рейтинга — самое высокое в карьере. В сентябре он сделал победный дубль (одиночный и парный титул) на «челленджере» в Бухаресте.
В феврале 2009 года Вентура совместно с Николасом Альмагро доиграл до парного финала в Буэнос-Айресе. В сентябре уже в одиночках ему удалось выйти в полуфинал турнира в Бухаресте. В январе 2010 года Вентура и Гранольес выиграли парные соревнования в Ченнае. В мае уже в дуэте с Оливером Марахом он победил на турнире в Мюнхене. В сентябре с Гранольерсом он сыграл в парном финале в Бухаресте. В мае 2011 года Вентура завершил профессиональную карьеру теннисиста.

## Рейтинг на конец года
| Год  | Одиночный рейтинг | Парный рейтинг |
| 2011 |                   | 406            |
| 2010 | 227               | 44             |
| 2009 | 109               | 60             |
| 2008 | 123               | 61             |
| 2007 | 87                | 75             |
| 2006 | 423               | 221            |
| 2005 | 146               | 91             |
| 2004 | 104               | 189            |
| 2003 | 388               | 335            |
| 2002 | 298               | 245            |
| 2001 | 423               | 280            |
| 2000 | 431               | 358            |
| 1999 | 342               | 506            |

## Выступления на турнирах

### Финалы турнировATPв одиночном разряде (1)

#### Победы (1)
| Титулы                                  |
| --------------------------------------- |
| Турниры Большого Шлема (0)              |
| Кубок Мастерс / Финал Мирового тура (0) |
| ATP Masters 1000 (0)                    |
| ATP International Gold / ATP 500 (0+1)  |
| ATP International / ATP 250 (1+4)       |

| Титулы по покрытиям | Титулы по месту проведения матчей турнира |
| ------------------- | ----------------------------------------- |
| Хард (0)            | Зал (0)                                   |
| Грунт (1+5)         | Зал (0)                                   |
| Трава (0)           | Открытый воздух (1+5)                     |
| Ковёр (0)           | Открытый воздух (1+5)                     |

| №  | Дата        | Турнир              | Покрытие | Соперник в финале | Счёт        |
| 1. | 23 мая 2004 | Касабланка, Марокко | Грунт    | Доминик Хрбаты    | 6-3 1-6 6-4 |

### Финалы турнировATPв парном разряде (8)

#### Победы (5)
| №  | Дата            | Турнир               | Покрытие | Партнёр            | Соперники в финале            | Счёт            |
| 1. | 6 февраля 2005  | Винья-дель-Мар, Чили | Грунт    | Давид Феррер       | Гастон Этлис Мартин Родригес  | 6-3 6-4         |
| 2. | 27 февраля 2005 | Акапулько, Мексика   | Грунт    | Давид Феррер       | Иржи Ванек Томаш Зиб          | 4-6 6-1 6-4     |
| 3. | 25 мая 2008     | Касабланка, Марокко  | Грунт    | Альберт Монтаньес  | Джеймс Серретани Тодд Перри   | 6-1 6-2         |
| 4. | 16 января 2010  | Ченнаи, Индия        | Хард     | Марсель Гранольерс | Лу Яньсюнь Янко Типсаревич    | 7-5 6-2         |
| 5. | 14 мая 2010     | Мюнхен, Германия     | Грунт    | Оливер Марах       | Эрик Буторак Михаэль Кольманн | 5-7 6-3 [16-14] |

#### Поражения (3)
| №  | Дата            | Турнир                    | Покрытие | Партнёр            | Соперники в финале                 | Счёт            |
| 1. | 17 апреля 2008  | Коста-ду-Сауипе, Бразилия | Грунт    | Альберт Монтаньес  | Марсело Мело Андре Са              | 6-4 2-6 [7-10]  |
| 2. | 28 февраля 2009 | Буэнос-Айрес, Аргентина   | Хард     | Николас Альмагро   | Марсель Гранольерс Альберто Мартин | 3-6 7-5 [8-10]  |
| 3. | 2 октября 2010  | Бухарест, Румыния         | Грунт    | Марсель Гранольерс | Хуан Игнасио Чела Лукаш Кубот      | 2-6 7-5 [11-13] |